# Saint-Ferréol-d'Auroure
Pour les articles homonymes, voir Saint-Ferréol.
Saint-Ferréol-d'Auroure est une commune française située dans le département de la Haute-Loire, en région Auvergne-Rhône-Alpes.

## Géographie
Son emplacement permet de relier Paris en moins de 4 heures et 540 km grâce à la ligne directe de TGV Saint-Étienne/Paris. Par l’autoroute, il est également possible de rejoindre les premières stations de ski en 2 h ou les premières plages du sud en moins de 3 h.
La commune est traversée par la Gampille, affluent de l'Ondaine. Cette rivière a d'ailleurs donné son nom au bois de la Gampille. Elle est également traversée par la Semène, affluent direct droit du fleuve Loire.

### Localisation
La commune de Saint-Ferréol-d'Auroure se trouve dans le département de la Haute-Loire, en région Auvergne-Rhône-Alpes.
Elle se situe à 57 km par la route du Puy-en-Velay, préfecture du département, à 32 km d'Yssingeaux, sous-préfecture, et à 13 km d'Aurec-sur-Loire, bureau centralisateur du canton d'Aurec-sur-Loire dont dépend la commune depuis 2015 pour les élections départementales.
Les communes les plus proches sont : 
Pont-Salomon (2,0 km), Fraisses (3,8 km), La Chapelle-d'Aurec (4,4 km), Aurec-sur-Loire (4,4 km), Firminy (4,5 km), Saint-Paul-en-Cornillon (4,8 km), Saint-Just-Malmont (4,9 km), Unieux (5,2 km).
| Saint-Paul-en-Cornillon Loire | Fraisses Loire          | Firminy Loire         |
| Aurec-sur-Loire               | Saint-Ferréol-d'Auroure | Saint-Just-Malmont    |
| Pont-Salomon                  |                         | Saint-Didier-en-Velay |

### Climat
Pour des articles plus généraux, voir Climat d'Auvergne-Rhône-Alpes et Climat de la Haute-Loire.
En 2010, le climat de la commune est de type climat des marges montargnardes, selon une étude du Centre national de la recherche scientifique s'appuyant sur une série de données couvrant la période 1971-2000. En 2020, Météo-France publie une typologie des climats de la France métropolitaine dans laquelle la commune est exposée à un climat de montagne ou de marges de montagne et est dans la région climatique Nord-est du Massif Central, caractérisée par une pluviométrie annuelle de 800 à 1 200 mm, bien répartie dans l’année.
Pour la période 1971-2000, la température annuelle moyenne est de 9,7 °C, avec une amplitude thermique annuelle de 16,4 °C. Le cumul annuel moyen de précipitations est de 840 mm, avec 9,2 jours de précipitations en janvier et 6,8 jours en juillet. Pour la période 1991-2020, la température moyenne annuelle observée sur la station météorologique de Météo-France la plus proche, « Monistrol-sur-Loire », sur la commune de Monistrol-sur-Loire à 9 km à vol d'oiseau, est de 10,0 °C et le cumul annuel moyen de précipitations est de 822,3 mm,. Pour l'avenir, les paramètres climatiques de la commune estimés pour 2050 selon différents scénarios d'émission de gaz à effet de serre sont consultables sur un site dédié publié par Météo-France en novembre 2022.

## Urbanisme

### Typologie
Au 1er janvier 2024, Saint-Ferréol-d'Auroure est catégorisée ceinture urbaine, selon la nouvelle grille communale de densité à sept niveaux définie par l'Insee en 2022.
Elle appartient à l'unité urbaine de Saint-Étienne, une agglomération inter-départementale regroupant 32  communes, dont elle est une commune de la banlieue,,. Par ailleurs la commune fait partie de l'aire d'attraction de Saint-Étienne, dont elle est une commune de la couronne,. Cette aire, qui regroupe 105 communes, est catégorisée dans les aires de 200 000 à moins de 700 000 habitants,.

### Occupation des sols
L'occupation des sols de la commune, telle qu'elle ressort de la base de données européenne d’occupation biophysique des sols Corine Land Cover (CLC), est marquée par l'importance des forêts et milieux semi-naturels (49,2 % en 2018), en diminution par rapport à 1990 (50,6 %). La répartition détaillée en 2018 est la suivante : 
forêts (49,2 %), prairies (35,2 %), zones urbanisées (10,6 %), zones agricoles hétérogènes (3 %), zones industrielles ou commerciales et réseaux de communication (2 %). L'évolution de l’occupation des sols de la commune et de ses infrastructures peut être observée sur les différentes représentations cartographiques du territoire : la carte de Cassini (XVIIIe siècle), la carte d'état-major (1820-1866) et les cartes ou photos aériennes de l'IGN pour la période actuelle (1950 à aujourd'hui).

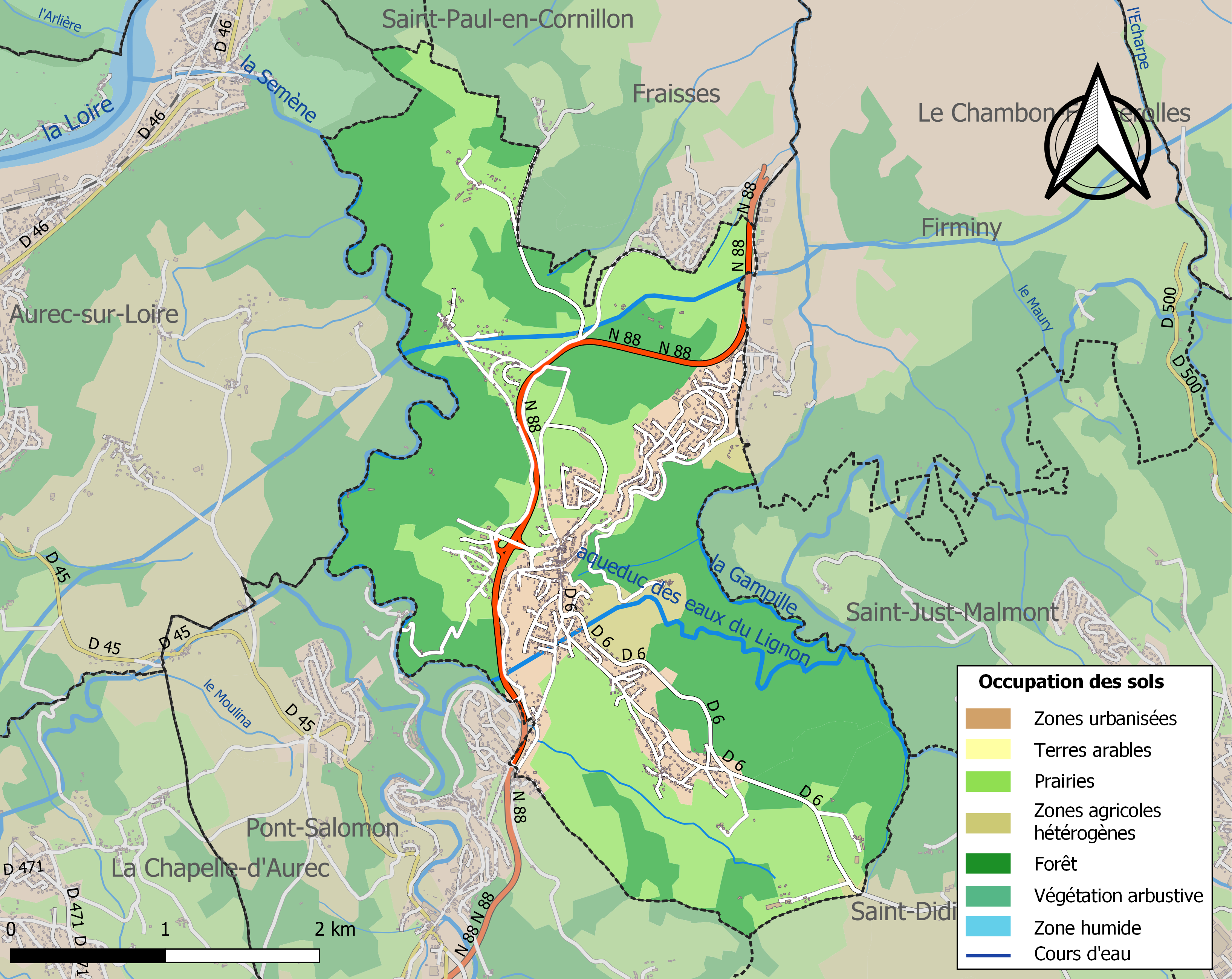
Carte des infrastructures et de l'occupation des sols de la commune en 2018 (CLC).

### Habitat et logement
En 2018, le nombre total de logements dans la commune était de 1 074, alors qu'il était de 1 038 en 2013 et de 945 en 2008.
Parmi ces logements, 91,4 % étaient des résidences principales, 3,2 % des résidences secondaires et 5,4 % des logements vacants. Ces logements étaient pour 84,8 % d'entre eux des maisons individuelles et pour 15,1 % des appartements.
Le tableau ci-dessous présente la typologie des logements à Saint-Ferréol-d'Auroure en 2018 en comparaison avec celle de la Haute-Loire et de la France entière. Une caractéristique marquante du parc de logements est ainsi une proportion de résidences secondaires et logements occasionnels (3,2 %) inférieure à celle du département (16,1 %) mais supérieure à celle de la France entière (9,7 %). Concernant le statut d'occupation de ces logements, 84,8 % des habitants de la commune sont propriétaires de leur logement (83,2 % en 2013), contre 70 % pour la Haute-Loire et 57,5 pour la France entière.
| Typologie                                               | Saint-Ferréol-d'Auroure | Haute-Loire | France entière |
| ------------------------------------------------------- | ----------------------- | ----------- | -------------- |
| Résidences principales (en %)                           | 91,4                    | 71,5        | 82,1           |
| Résidences secondaires et logements occasionnels (en %) | 3,2                     | 16,1        | 9,7            |
| Logements vacants (en %)                                | 5,4                     | 12,4        | 8,2            |

## Histoire
Saint-Ferréol est une très vieille commune puisque des documents historiques font état de la ville en 1315.
L'ancien cimetière derrière l'église daterait même de l’an 900.
En 1623, Saint-Ferréol disposait d'un bureau des douanes permettant de contrôler la route d’Espagne et d’un relais de diligences.
En termes d'activité, le XVIe siècle a marqué le début de l'extraction de la galène (minerai de plomb) dans la commune. L’entrée de la faille n'est plus exploitée depuis 1838 mais existe toujours.
Deux grandes familles marquèrent la vie de Saint-Ferréol :
- La tour Varan : elle transporta à Firminy la clouterie à main dont le berceau se trouvait à Lafayette ;
- La famille de Villeneuve : bienfaitrice de la paroisse. Plusieurs de ses membres furent élus maires.

Jusqu'à la Révolution, Saint-Ferréol faisait partie du Forez et portait d'ailleurs le nom de Saint-Ferréol-en-Forez. La commune relevait du comté du Forez mais la paroisse dépendait du diocèse du Puy-en-Velay. C’est en 1790 que la commune fut rattachée à la Haute-Loire.
Au cours de la période révolutionnaire de la Convention nationale (1792-1795), la commune a porté le nom de Mont-Sec.

En 1865, le démembrement de la commune et de celles d'Aurec-sur-Loire de Saint-Didier-en-Velay a donné lieu à la naissance de la commune de Pont-Salomon.
Les habitants de Saint-Ferréol s’appellent, depuis 1988 seulement, les San-Ferrois.
Saint-Ferréol est aujourd'hui un bourg à la périphérie de Saint-Étienne, où résident beaucoup de gens travaillant dans cette ville, ayant ainsi le bénéfice d'habiter à la campagne, tout en restant à proximité de la ville.

## Politique et administration

### Découpage territorial
La commune de Saint-Ferréol-d'Auroure est membre de la communauté de communes Loire et Semène, un établissement public de coopération intercommunale (EPCI) à fiscalité propre créé le 28 décembre 2000 dont le siège est à La Séauve-sur-Semène. Ce dernier est par ailleurs membre d'autres groupements intercommunaux.
Sur le plan administratif, elle est rattachée à l'arrondissement d'Yssingeaux, au département de la Haute-Loire, en tant que circonscription administrative de l'État, et à la région Auvergne-Rhône-Alpes.
Sur le plan électoral, elle dépend du canton d'Aurec-sur-Loire pour l'élection des conseillers départementaux, depuis le redécoupage cantonal de 2014 entré en vigueur en 2015, et de la première circonscription de la Haute-Loire   pour les élections législatives, depuis le redécoupage électoral de 1986.

### Liste des maires
| Période                                             | Identité              | Parti | Qualité |
| --------------------------------------------------- | --------------------- | ----- | ------- |
| Avant 1800                                          | Ennemond Bayon        |       |         |
| 1800 à 1814                                         | Julien de Villeneuve  |       |         |
| 1814 à 1822                                         | Gabriel Deville       |       |         |
| 1822 à 1831                                         | Ennemond Bayon        |       |         |
| 1831 à 1846                                         | Jacques Bayon         |       |         |
| 1846 à 1848                                         | Eugène de Villeneuve  |       |         |
| 1848                                                | Alfred Massenet       |       |         |
| 1848 à 1852                                         | Eugène de Villeneuve  |       |         |
| 1852 à 1870                                         | Jean Teissier         |       |         |
| 1870 à octobre 1871                                 | Mathieu Pichon        |       |         |
| octobre 1871 à 1878                                 | Armand de Villeneuve  |       |         |
| 1878 à 1884                                         | Jean-Baptiste Bayon   |       |         |
| 1884 à 1901                                         | Abel de Villeneuve    |       |         |
| 1901 à 1907                                         | Mathieu Teissier      |       |         |
| 1907 à mai 1908                                     | Étienne Bayon         |       |         |
| mai 1908 à décembre 1919                            | Henry Macardier       |       |         |
| décembre 1919 à mai 1935                            | François Rosaz        |       |         |
| mai 1935 à mars 1971                                | Louis Martin Binachon |       |         |
| mars 1971 à mars 1983                               | Daniel Lebail         |       |         |
| mars 1983 à juin 1995                               | Jean-Pierre Deville   |       |         |
| juin 1995 à mars 2001                               | Nicole Tareriat       |       |         |
| mars 2001 - mars 2014                               | Yves Serrano          |       |         |
| mars 2014 - mai 2020                                | Jean Paul Aulagnier   | dvd   |         |
| mai 2020 -                                          | Roland Rivet          |       |         |
| Toutes les données ne nous sont pas encore connues. |                       |       |         |

## Population et société

### Démographie

#### Évolution démographique
L'évolution du nombre d'habitants est connue à travers les recensements de la population effectués dans la commune depuis 1793. Pour les communes de moins de 10 000 habitants, une enquête de recensement portant sur toute la population est réalisée tous les cinq ans, les populations de référence des années intermédiaires étant quant à elles estimées par interpolation ou extrapolation. Pour la commune, le premier recensement exhaustif entrant dans le cadre du nouveau dispositif a été réalisé en 2006.

En 2022, la commune comptait 2 457 habitants, en évolution de +0,49 % par rapport à 2016 (Haute-Loire : +0,36 %, France hors Mayotte : +2,11 %).
| 1793 | 1800 | 1806  | 1821  | 1831  | 1836  | 1841  | 1846  | 1851  |
| ---- | ---- | ----- | ----- | ----- | ----- | ----- | ----- | ----- |
| 966  | 940  | 1 152 | 1 223 | 1 388 | 1 454 | 1 491 | 1 673 | 1 562 |

| 1856  | 1861  | 1866  | 1872  | 1876  | 1881  | 1886  | 1891 | 1896 |
| ----- | ----- | ----- | ----- | ----- | ----- | ----- | ---- | ---- |
| 1 601 | 1 746 | 1 283 | 1 107 | 1 152 | 1 180 | 1 085 | 981  | 906  |

| 1901 | 1906 | 1911 | 1921 | 1926 | 1931 | 1936 | 1946 | 1954 |
| ---- | ---- | ---- | ---- | ---- | ---- | ---- | ---- | ---- |
| 874  | 732  | 670  | 747  | 645  | 642  | 605  | 606  | 558  |

| 1962 | 1968 | 1975 | 1982  | 1990  | 1999  | 2006  | 2011  | 2016  |
| ---- | ---- | ---- | ----- | ----- | ----- | ----- | ----- | ----- |
| 562  | 635  | 859  | 1 240 | 1 775 | 2 052 | 2 188 | 2 426 | 2 445 |

| 2021  | 2022  | - | - | - | - | - | - | - |
| ----- | ----- | - | - | - | - | - | - | - |
| 2 462 | 2 457 | - | - | - | - | - | - | - |

#### Pyramide des âges
La population de la commune est relativement jeune.
En 2018, le taux de personnes d'un âge inférieur à 30 ans s'élève à 34,6 %, soit au-dessus de la moyenne départementale (31 %). À l'inverse, le taux de personnes d'âge supérieur à 60 ans est de 24,6 % la même année, alors qu'il est de 31,1 % au niveau départemental.
En 2018, la commune comptait 1 249 hommes pour 1 223 femmes, soit un taux de 50,53 % d'hommes, légèrement supérieur au taux départemental (49,13 %).
Les pyramides des âges de la commune et du département s'établissent comme suit.
| Hommes | Classe d’âge | Femmes |
| ------ | ------------ | ------ |
| 0,2    | 90 ou +      | 0,3    |
| 5,8    | 75-89 ans    | 5,6    |
| 18,3   | 60-74 ans    | 18,9   |
| 20,7   | 45-59 ans    | 21,2   |
| 20,1   | 30-44 ans    | 19,8   |
| 16,5   | 15-29 ans    | 15,5   |
| 18,3   | 0-14 ans     | 18,8   |

| Hommes | Classe d’âge | Femmes |
| ------ | ------------ | ------ |
| 0,9    | 90 ou +      | 2,5    |
| 8,4    | 75-89 ans    | 11,7   |
| 20,4   | 60-74 ans    | 20,5   |
| 21,3   | 45-59 ans    | 20,3   |
| 16,8   | 30-44 ans    | 16,3   |
| 15,2   | 15-29 ans    | 13,2   |
| 17     | 0-14 ans     | 15,6   |

## Économie

### Revenus
En 2018, la commune compte 995 ménages fiscaux, regroupant 2 537 personnes. La médiane du revenu disponible par unité de consommation est de 24 440 € (20 800 € dans le département). 61 % des ménages fiscaux sont imposés (42,8 % dans le département).

### Emploi
| Division       | 2008  | 2013  | 2018  |
| -------------- | ----- | ----- | ----- |
| Commune        | 3,6 % | 4,6 % | 5 %   |
| Département    | 6,3 % | 7,7 % | 7,7 % |
| France entière | 8,3 % | 10 %  | 10 %  |

En 2018, la population âgée de 15 à 64 ans s'élève à 1 589 personnes, parmi lesquelles on compte 75,4 % d'actifs (70,4 % ayant un emploi et 5 % de chômeurs) et 24,6 % d'inactifs,. Depuis 2008, le taux de chômage communal (au sens du recensement) des 15-64 ans est inférieur à celui de la France et du département.
La commune fait partie de la couronne de l'aire d'attraction de Saint-Étienne, du fait qu'au moins 15 % des actifs travaillent dans le pôle,. Elle compte 298 emplois en 2018, contre 246 en 2013 et 258 en 2008. Le nombre d'actifs ayant un emploi résidant dans la commune est de 1 122, soit un indicateur de concentration d'emploi de 26,6 % et un taux d'activité parmi les 15 ans ou plus de 59,7 %.
Sur ces 1 122 actifs de 15 ans ou plus ayant un emploi, 133 travaillent dans la commune, soit 12 % des habitants. Pour se rendre au travail, 93,6 % des habitants utilisent un véhicule personnel ou de fonction à quatre roues, 1,4 % les transports en commun, 1,8 % s'y rendent en deux-roues, à vélo ou à pied et 3,3 % n'ont pas besoin de transport (travail au domicile).

## Culture locale et patrimoine

### Lieux et monuments
- Château de Villeneuve, 1674 ;
- Tour ruinée d'Oriol ;
- Maison forte de La Borie ;
- Haute église du XIXe siècle ;
- Chapelle Saint-Roch ;
- Chapelle de Villeneuve ;
- Le calvaire, rénové en 2006 ;
- Four à pain ;
- Mairie.

### Personnalités liées à la commune
- Maison de Nerestang, seigneurs de Saint-Ferréol.
- Roland Romeyer (1945-), président du directoire de l'ASSE, fondateur du club de foot de la commune.

### Héraldique
| Blason de Saint-Ferréol-d'Auroure | Blason  | De sinople à deux épis de blé d'or, l'un en pal, l'autre en bande, les tiges passées en sautoir, liés par un listel de gueules avec trois outils de mineur de sable, le tout disposé en éventail. |
| Blason de Saint-Ferréol-d'Auroure | Détails | Le statut officiel du blason reste à déterminer. |